# El Tosal
El Tosal är ett berg i Spanien.   Det ligger i provinsen Província de Lleida och regionen Katalonien, i den nordöstra delen av landet, 500 km nordost om huvudstaden Madrid. Toppen på El Tosal är 1 688 meter över havet, eller 76 meter över den omgivande terrängen. Bredden vid basen är 0,70 km.
Terrängen runt El Tosal är kuperad åt sydväst, men åt nordost är den bergig. Runt El Tosal är det tätbefolkat, med 286 invånare per kvadratkilometer. Närmaste större samhälle är La Seu d'Urgell, 6,0 km sydost om El Tosal. I omgivningarna runt El Tosal växer i huvudsak blandskog.